# Episodi di Peaky Blinders (quarta stagione)
La quarta stagione della serie televisiva  Peaky Blinders  è stata trasmessa in prima visione assoluta nel Regno Unito dal canale via cavo BBC Two dal 15 novembre al 20 dicembre 2017.
In Italia è stata interamente pubblicata sul servizio di streaming Netflix il 29 dicembre 2017.
| n | Titolo originale | Titolo italiano | Prima TV UK      | Pubblicazione Italia |
| - | ---------------- | --------------- | ---------------- | -------------------- |
| 1 | The Noose        | Il cappio       | 15 novembre 2017 | 29 dicembre 2017     |
| 2 | Heathens         | Selvaggi        | 22 novembre 2017 | 29 dicembre 2017     |
| 3 | Blackbird        | Blackbird       | 29 novembre 2017 | 29 dicembre 2017     |
| 4 | Dangerous        | Dangerous       | 6 dicembre 2017  | 29 dicembre 2017     |
| 5 | The Duel         | Il duello       | 13 dicembre 2017 | 29 dicembre 2017     |
| 6 | The Company      | La compagnia    | 20 dicembre 2017 | 29 dicembre 2017     |

## Il cappio
- Titolo originale: The Noose
- Diretto da: David Caffrey
- Scritto da: Steven Knight

### Trama
Mentre Arthur, John, Michael e Polly stanno per essere impiccati per i loro crimini, la tregua di Tommy arriva giusto in tempo per salvargli la vita. Un anno dopo nel 1925, i Peaky Blinders sono dispersi e allontanati l'uno dall'altro. Ada torna da Boston per Natale e fa visita a ciascuno di loro: John ed Esme continuano la loro relazione di sesso e discussioni, Arthur rimane soffocato dall'occhio vigile di Linda, Michael usa la cocaina per stare al passo con gli affari e Polly è diventata dipendente dall’alcol, prendendo le compresse prescritte per sedare le sue visioni degli spiriti. Tommy consiglia a Michael di smaltire le medicine di Polly e di aiutarla a superare la sua malattia mentale senza di loro. Ciascuno dei Blinders riceve una lettera da Luca Changretta, una mano nera della mafia siciliana di New York City, che lo contrassegna per la morte come punizione per l'omicidio di Angelo e Vicente. Tommy e Ada tentano di convincere gli altri a incontrarsi il giorno di Santo Stefano, credendo che sarebbero più al sicuro se tornassero insieme. Tuttavia, quando Tommy scopre e uccide un agente mafioso tra il suo staff di cuochi, si rende conto che i tentativi di omicidio dovrebbero aver luogo il giorno di Natale e informa il resto della banda.  Michael va a prendere John ed Esme a casa loro, in quanto Tommy non è riuscito a mettersi in contatto telefonicamente. Mentre i tre escono dalla porta, un carro si ferma davanti alla tenuta e alcuni sicari siciliani sparano a John e Michael.

## Selvaggi
- Titolo originale: Heathens
- Diretto da: David Caffrey
- Scritto da: Steven Knight

### Trama
Michael sopravvive alle ferite riportate ma John viene dichiarato morto. Sulla scia della sua morte, Tommy e il resto dei Peaky Blinders accettano di mettere da parte le loro divergenze mentre affrontano la minaccia della mafia. Tommy suggerisce di contattare Aberama Gold, un killer a pagamento, qualcosa che Polly è fortemente contraria. Disobbedendo ai suoi ordini, Tommy usa il funerale di John per attirare Gold in modo che possano fare un tentativo di accordo. Infuriata, Polly tenta di convincere Michael a fuggire con lei in Australia, ma lui rifiuta finché non aiuta la banda a superare la loro attuale situazione, cosa che lei accetta con riluttanza di fare. Linda scopre che Ada è sotto inchiesta da parte del governo a causa del suo matrimonio con un comunista, ma non trasmette il messaggio. Gold accetta di combattere per i Peaky Blinders se aiutano suo figlio, Bonnie a diventare un pugile professionista. Dopo averlo visto mettere fuori combattimento un uomo molto più grande di lui, Tommy e Arthur lo inseriscono nei Peaky Blinders. Jessie raduna la forza lavoro di Tommy e convince l'intera fabbrica a scioperare. Changretta fa visita a Tommy e mette diversi proiettili sul tavolo, affermando che ognuno è per un membro dei Peaky Blinders. Ha intenzione di tenere in vita Tommy fino alla morte degli altri, ma insiste sul fatto che la loro vendetta sia onorevole, con Tommy che accetta di non coinvolgere la polizia o la morte di bambini o civili.

## Blackbird
- Titolo originale: Blackbird
- Diretto da: David Caffrey
- Scritto da: Steven Knight

### Trama
Gli italiani lanciano un altro attacco ai Peaky Blinders. Tommy si rende conto che i Blinders devono evolversi se vogliono sopravvivere, ma alcuni membri della banda sono riluttanti a separarsi dalla tradizione. Mentre lo sciopero prende piede nella fabbrica di Lanchester, Arthur viene quasi ucciso in fabbrica dagli uomini di Luca. Tommy fa una visita personale a Jessie Eden per aiutare a scoprire come è avvenuta questa imboscata, ma viene sconfitto quando lei rivela qualcosa che sa del suo passato. Successivamente, viene rivelato che Polly e Luca hanno una precedente connessione dal passato e si incontrano in un luogo pubblico per discutere di affari. Polly afferma che darà Tommy a Luca se risparmierà gli altri membri della famiglia Shelby.

## Dangerous
- Titolo originale: Dangerous
- Diretto da: David Caffrey
- Scritto da: Steven Knight

### Trama
Arthur va a casa della famiglia il cui figlio ha ucciso in un incontro di boxe, aspettandosi che fosse un'imboscata della mafia italiana.  Invece, è un'esca, e il loro vero obiettivo è Michael, ancora convalescente in ospedale. Luca risparmia Michael, ma ripete che si aspetta che Polly mantenga la sua parte dell'accordo che hanno preso.  Più tardi, Luca viene quasi ucciso da Aberama Gold in un'imboscata.  Nel frattempo, May Carleton viene a Small Heath per far visita a Tommy per fargli firmare i documenti per il suo cavallo. Tommy in seguito organizza un incontro di boxe per il figlio di Aberama Gold. Dopo aver visitato Michael in ospedale, Tommy se ne va, solo per essere seguito da Luca e dalla sua banda.

## Il duello
- Titolo originale: The Duel
- Diretto da: David Caffrey
- Scritto da: Steven Knight

### Trama
Tommy guida la banda di Luca ad Artillery Square. Si prepara per la battaglia in anticipo grazie all'heads-up di Polly. Uccide tre dei membri della banda di Luca prima di trovarsi faccia a faccia con quest'ultimo. Tuttavia, la polizia arriva e interrompe la rissa. Lizzie dice a Tommy di essere incinta di suo figlio. Dopo aver nascosto Michael alla banda di Luca, Polly condivide un momento intimo con Aberama Gold. Nel frattempo, un colonnello dell'esercito ha domande per Ada sul suo passato da comunista.  Jessie Eden e Tommy hanno una cena intima, mentre invece Tommy cerca di scoprire i contatti comunisti di Jessie. Percependo un'opportunità per sfruttare la sua situazione, Luca Changretta si reca a Londra per presentare un piano ad Alfie Solomons su come uccidere gli Shelby all'imminente incontro di boxe.

## La compagnia
- Titolo originale: The Company
- Diretto da: David Caffrey
- Scritto da: Steven Knight

### Trama
Mentre il palcoscenico è pronto per l'incontro di boxe tra Bonnie Gold e Goliath, Tommy riceve la visita di Alfie. Tommy guarda l'incontro in prima fila con Arthur che è sospettoso dei secondi di Goliath.  Quando uno dei secondi lascia l'arena, Arthur lo segue e lo attacca, e sembra essere ferito a morte nel combattimento che ne segue. Al funerale di Arthur, la vedova Changretta si avvicina con una bandiera bianca. Più tardi a casa di famiglia, rivela che la vendetta sarà finita se Tommy cederà tutti i suoi beni a Luca. Lui e i suoi uomini si incontrano con i restanti Peaky Blinders nella distilleria nel seminterrato di Tommy affinché quest'ultimo ceda i suoi beni. Tommy rivela a Luca di aver mandato Michael in America per negoziare con altri mafiosi americani (in primis Al Capone) e mettere contro di lui gli uomini di Luca (nonostante lo tratti con disprezzo per non avergli detto che stava per essere ucciso). Rendendosi conto di essere stato sconfitto, Luca attacca Tommy e ne consegue una rissa. Mentre Tommy sta prendendo il sopravvento, Arthur entra nella distilleria e spara a Luca. Viene rivelato che Tommy ha fatto fingere la morte di Arthur per attirare Luca nella trappola. I Peaky Blinders celebrano la fine della vendetta nella tenuta di campagna di Tommy e viene annunciato che egli si prenderà una vacanza dall'attività.  Tommy affronta Alfie in una spiaggia per il suo ennesimo tradimento, che rivela di averlo fatto sapendo che Tommy lo avrebbe rintracciato e ucciso, e che ha il cancro. Tommy quindi spara ad Alfie e procede a prendersi le vacanze.  Tuttavia, quando la noia della pesca e del golf insorge, lo stress post-traumatico di Tommy gli torna in mente e decide di ritornare a Small Heath. Tommy torna alla Shelby Company, Ltd. e contatta Jessie per farle sapere che vuole aiutarla e così acquisisce il nome dei suoi contatti del partito comunista.  Porta queste informazioni alla Corona per assicurarsi un'approvazione per la sua campagna per membro del Parlamento, un'elezione che Tommy vincerà.